# Being Boring
«Being Boring» — песня британской поп-группы Pet Shop Boys, первый сингл группы, начиная с 1986 года, не попавший в верхнюю десятку британского музыкального чарта (достиг 20-го места).
Название песни взято из фразы Зельды Фитцжеральд «she refused to be bored chiefly because she wasn’t boring».
Сами Pet Shop Boys признаются, что «Being Boring» — одна из их самых любимых песен. Дуэт исполняет эту композицию практически на всех своих концертах.
Клип на песню был снят режиссёром Брюсом Вебером и считается одним из лучших клипов Pet Shop Boys.

## Список композиций

### 7" (Parlophone) / R 6275 (UK)
1. Being Boring (4:50)
2. We All Feel Better In The Dark (4:00)

### 12" (Parlophone) / 12R 6275 (UK)
1. Being Boring (Extended Mix) (10:38)
2. We All Feel Better In The Dark (Extended Mix) (6:45)
3. Being Boring (4:50)

### 12" (Parlophone) / 12 RX 6275 (UK)
1. Being Boring (Marshall Jefferson Remix) (9:04)
2. We All Feel Better In The Dark (After Hours Climax) (5:29)
3. We All Feel Better In The Dark (Ambient) (5:20)

## Высшие позиции в чартах
| Страна         | Высшая позиция |
| -------------- | -------------- |
| Италия         | 5              |
| Германия       | 13             |
| Швеция         | 16             |
| Швейцария      | 16             |
| Аргентина      | 16             |
| Ирландия       | 17             |
| Австрия        | 30             |
| Великобритания | 20             |
| Австралия      | 83             |

## Награды
- Music Week’s Awards (1991) — лучший видеоклип 1990 г.